# Paul Winchell
Paul Winchell, född Wilchinsky 21 december 1922 i New York, död 24 juni 2005 i Moorpark i Kalifornien, var en  amerikansk skådespelare, röstskådespelare, komiker, humanitär och buktalare. Han är även författare till musikstycket The Wonderful Thing About Tiggers. Hans första röstroll var i kortfilmen Nalle Puh och den stormiga dagen år 1968 då han gestaltade rösten åt Tiger, en karaktär som han spelade rösten åt ända fram till kortfilmen Nalle Puh - En hjärtlig dag 1999. Vid buktaleri var han nog mest känd för sina två handdockor, Jerry Mahoney och Knucklehead Smiff. Winchell var jude och far till skådespelerskan April Winchell.
Han avled i sitt hem den 24 juni 2005, vid 82 års ålder.

## Filmografi (urval)
- Nalle Puh och den stormiga dagen (röst) (1968)
- Aristocats (röst) (1970)
- Which Way to the Front (1970)
- Blue Aces Wild (1973)
- Nalle Puh och den skuttande tigern (röst) (1974)
- Micke och Molle (röst) (1981)
- Smurfarna (röst) (1981)
- Bumbibjörnarna (röst) (1985)
- Nya äventyr med Nalle Puh (röst) (1988)
- Nalle Puh och jakten på Christoffer Robin (röst) (1997)
- Nalle Puh - En hjärtlig dag (röst) (1999)